# مارلون ونتورا رودریگز
مارلون ونتورا رودریگز (به پرتغالی: Marlon Ventura Rodrigues) مدافع اهل برزیل است که در شهر ریودو ژانیرو و در تاریخ ۲۱ نوامبر ۱۹۸۶ به دنیا آمده‌است.
مارلون ونتورا رودریگز در تیم‌های فوتبال فلامینگو سابقهٔ حضور دارد.